# Teorema dei residui
In analisi complessa, il teorema dei residui è uno strumento per calcolare gli integrali di contorno di funzioni olomorfe o meromorfe su curve chiuse. Può essere usato anche per calcolare integrali reali. Esso generalizza il teorema integrale di Cauchy e la formula integrale di Cauchy.

## Enunciato
Sia {\displaystyle \Omega } un insieme aperto del piano complesso {\displaystyle \mathbb {C} }. Siano {\displaystyle z_{1},\ldots ,z_{n}} punti di singolarità della funzione {\displaystyle \omega =f(z)} in {\displaystyle \Omega }. Sia inoltre {\displaystyle \gamma } una curva semplice chiusa in {\displaystyle \Omega \setminus \{z_{1},\dots ,z_{n}\}} tale che {\displaystyle \{z_{1},\dots ,z_{n}\}} sia contenuto nel sottoinsieme limitato di {\displaystyle \mathbb {C} } delimitato da {\displaystyle \gamma }.
Se {\displaystyle f(z)} è una funzione olomorfa su {\displaystyle \Omega \setminus \{z_{1},\dots ,z_{n}\}}, allora l'integrale della funzione su {\displaystyle \gamma } è dato dalla:
{\displaystyle \oint _{\gamma }f(z)\,dz=2\pi i\sum _{k=1}^{n}I_{z_{k}}(\gamma )\operatorname {Res} _{z_{k}}(f),}
dove {\displaystyle \operatorname {Res} _{z_{k}}(f)} denota il residuo di {\displaystyle f} in {\displaystyle z_{k}}, e {\displaystyle I_{z_{k}}(\gamma )}  è l'indice di avvolgimento della curva {\displaystyle \gamma } attorno a {\displaystyle z_{k}}.
L'indice di avvolgimento è un intero che rappresenta intuitivamente il numero di volte con cui la curva {\displaystyle \gamma } si avvolge attorno ad {\displaystyle z_{k}}; esso è positivo se {\displaystyle \gamma } gira in senso antiorario attorno a {\displaystyle z_{k}} e negativo viceversa, nullo se non circonda alcun punto singolare.

## Dimostrazione
Si consideri il dominio all'interno della curva {\displaystyle \gamma }. Si considerino {\displaystyle \gamma _{k}} multiplamente connesso, dove {\displaystyle \gamma _{k}} sono le curve che circondano i punti di singolarità {\displaystyle z_{k}} percorsi in senso antiorario. Tenendo conto dei versi positivi dei percorsi, dal teorema integrale di Cauchy (generalizzato ai domini multiplamente connessi) deriva facilmente che:
{\displaystyle \oint _{\gamma }f(\xi )\,d\xi =\sum _{k=1}^{n}\oint _{\gamma _{k}}f(\xi )\,d\xi ,}
ma dalla definizione di residuo l'ultimo integrale non è altro che il residuo {\displaystyle k}-esimo, per cui:
{\displaystyle \oint _{\gamma }f(\xi )\,d\xi =2\pi i\sum _{k=1}^{n}\operatorname {Res} _{z_{k}}(f).}
Da notare che l'indice di avvolgimento è necessario qualora i percorsi vengano eseguiti in sensi opposti o più di una volta.

## Somma dei residui
Nel caso in cui {\displaystyle \Omega } sia il piano complesso, il teorema dei residui ha come applicazione il fatto seguente.
Sia 
{\displaystyle f:\mathbb {C} \setminus \{z_{1}\ ,z_{2}\ ,.....,z_{k}\}\to \mathbb {C} }
una funzione olomorfa. La somma dei residui nei punti {\displaystyle z_{1},\ldots ,z_{k},\infty } è sempre zero. In altre parole:
{\displaystyle \sum \limits _{i=1}^{k}\operatorname {Res} _{z_{i}}f+\operatorname {Res} _{\infty }f=0}
dove {\displaystyle \operatorname {Res} _{\infty }f(z)} è il residuo all'infinito di {\displaystyle f}.

## Lemmi
Per risolvere praticamente gli integrali in forma complessa, sono necessari alcuni lemmi aggiuntivi che permettono di semplificare e risolvere gli integrali stessi.